# Іванківська волость
Іванківська волость — адміністративно-територіальна одиниця Радомисльського повіту (з 1919 року - Чорнобильського повіту) Київської губернії з центром у містечку Іванків.
Станом на 1900 рік складалася з 17 поселень - 1 містечка, 14 сіл, 1 хутора та 1 слободи. Населення — 14553 особи (7248 чоловічої статі та 7305 — жіночої).
|                     | Площа, десятин | У тому числі орної, дес. |
| ------------------- | -------------- | ------------------------ |
| Сільських громад    | 26120          |                          |
| Приватної власності | 1844           |                          |
| Казенної власності  | 256            | —                        |
| Іншої власності     | 46             |                          |
| Загалом             | 28266          | 14846                    |

Основні поселення волості:
- Містечко Іванків — власницьке містечко за 80 верст від повітового міста, 3138 осіб, 396 дворів, православна церква, римо-католицький костел, 2 єврейські синагоги, поштово-телеграфна та поштова земська станції, 1-класна міністерська народна школа, лікарня, аптека, 2 постоялих двори, 4 кузні, водяний млин, 4 вітряки, 1 шкіряний, 1 цегельний заводи, сільський банк.
- Запрудка — власницьке село за 76 верст від повітового міста, 1016 осіб, 180 дворів, 6 вітряків, 2 кузні.
- Коленці — казенне село за 70 верст від повітового міста, 971 особа, 185 дворів, православна церква, 1-класна народна міністерська школа, вітряк, кузня.
- Обуховичі — казенне село за 75 верст від повітового міста, 2496 осіб, 493 двори, православна церква, 1-класна міністерська школа, 2 кузні, 10 вітряків, водяний млин.
- Оцитель — власницьке село за 90 верст від повітового міста, 983 особи, 183 двори, школа грамоти, кузня, водяний млн, 3 вітряки.
- Сукачі — власницьке село за 82 версти від повітового міста, 896 осіб, 161 двір, кузня, 2 вітряки.
- Феневичі — власницьке село за 75 верст від повітового міста, 1443 особи, 268 дворів, церковно-парафіяльна школа, кузня, вітряк, 2 водяні млини.
- Шпилі — казенне село за 75 верст від повітового міста, 1222 особи, 239 дворів, 1-класна міністерська народна школа, кузня, 3 водяні млини.